# Leopoldo de Baviera (1890-1973)
Leopoldo en Baviera (en alemán, Luitpold in Bayern; Múnich, 30 de junio de 1890-Kreuth, 16 de enero de 1973) fue un príncipe e historiador del arte bávaro.

## Biografía

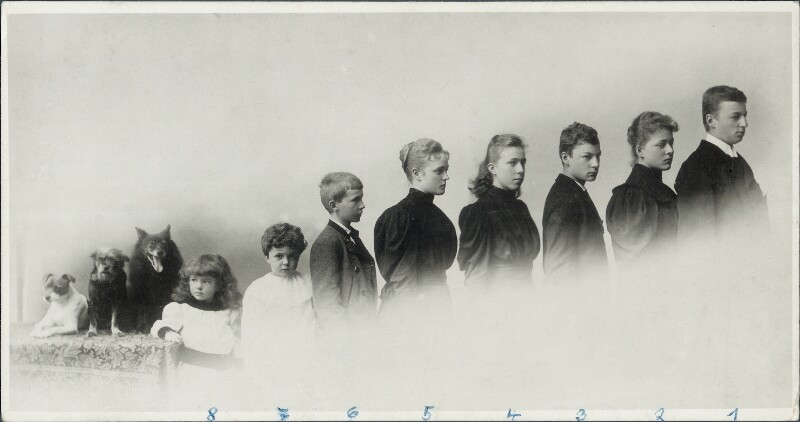
Leopoldo (primero por la izquierda) junto con sus hermanos y primos (empezando por la derecha): Sigfrido (hermano), Sofía Adelaida (prima), Cristóbal (hermano), Isabel, María Gabriela, Luis Guillermo y Francisco José (primos).

Leopoldo nació en el castillo de Biederstein, residencia de sus padres, el duque Maximiliano Manuel en Baviera y Amalia de Sajonia-Coburgo y Gotha. Su padre era miembro de una rama menor de la Casa de Wittelsbach, conocida por utilizar el título de duque en Baviera. Su tía paterna era la célebre emperatriz Isabel de Austria, más conocida como Sisi. Por su parte, su madre pertenecía a la rama católica de la Casa de Sajonia-Coburgo y Gotha, establecida en Viena. Leopoldo había sido precedido por dos hermanos, Sigfrido y Cristóbal. Leopoldo y sus hermanos serían conocidos como la línea de Biederstein, nombre de la residencia familiar. Tras la muerte de su padre en 1893 y de su madre, en 1894 los tres hermanos quedarían bajo la tutela de su tío paterno, Carlos Teodoro de Baviera, y el cuidado de la dama de honor de su madre, la condesa Fugger. Leopoldo mostró desde su infancia un interés por el arte, llegando a imitar junto a su primo, Francisco José, escenas de la ópera Lohengrin de Wagner. Leopoldo y sus hermanos también practicaban distintos deportes, como tenis, vela, natación o caza. Los tres hermanos tuvieron en muchos casos la compañía de los hijos coetáneos de su tío y tutor, Carlos Teodoro, y de su esposa, María José de Braganza, los príncipes Isabel, María Gabriela, Luis y Francisco José. Leopoldo fue también uno de los pioneros del esquí en Baviera.
En 1911 ingresó en el ejército bávaro como oficial, siendo la carrera habitual seguida por los príncipes de su época. En el marco de su carrera participó en la Primera Guerra Mundial, siendo enviado al frente. Sin embargo, al poco tiempo contrajo una pulmonía, por lo que tuvo que abandonar la milicia. 

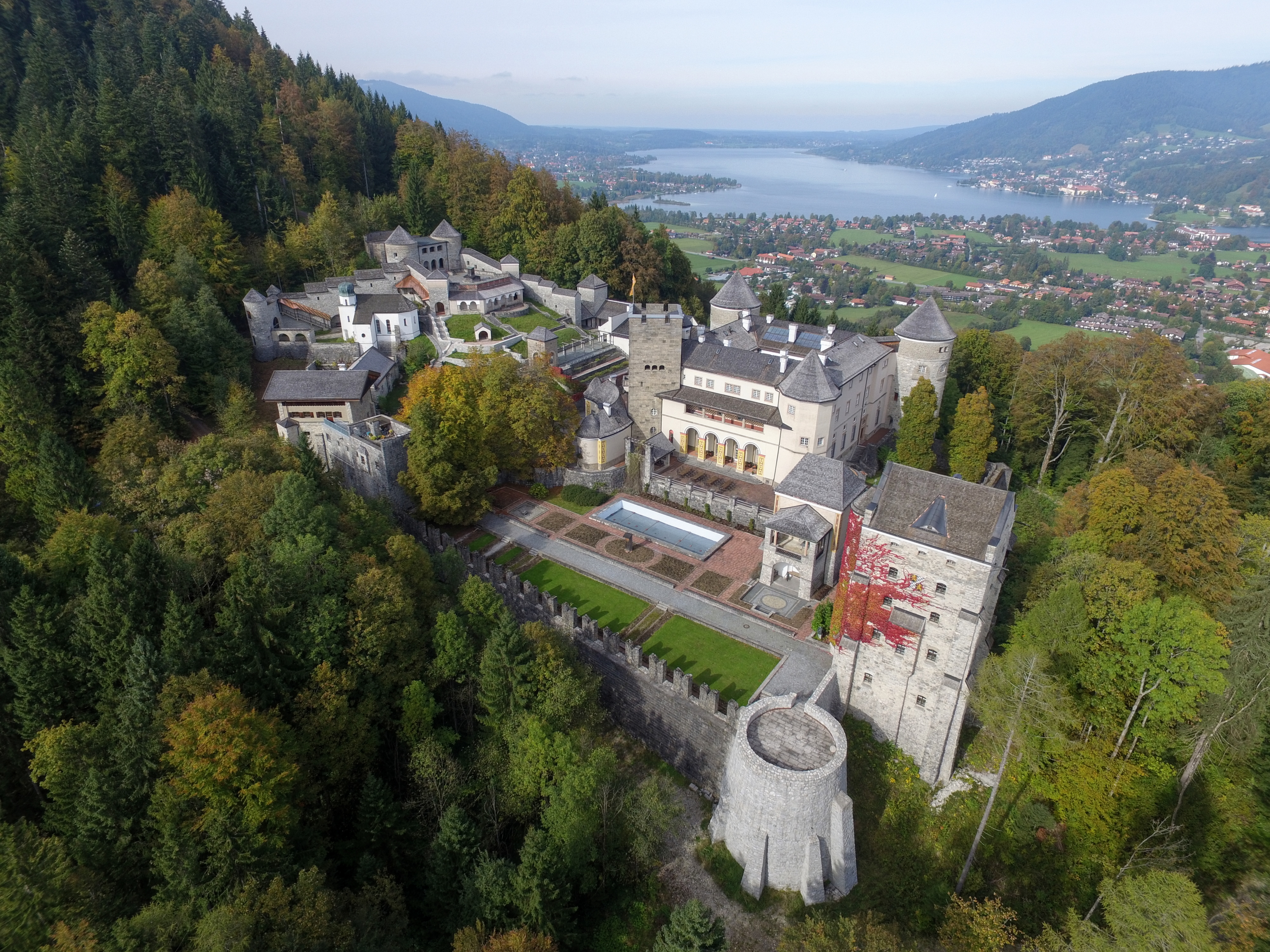
Vista del castillo de Ringberg con el lago Tegernsee al fondo.

Posteriormente, en su residencia familiar del castillo de Biederstein, se dedicaría a preparar su entrada a la universidad. En 1922 se graduaría en historia del arte y filosofía. También en estos años se despertaría su interés en el lago de Tegernsee, iniciando cerca del mismo la construcción del castillo de Ringberg. 
En la Segunda Guerra Mundial, el castillo de Possenhofen, propiedad de su rama de la familia (la de los duques en Baviera), sería dañado gravemente. A consecuencia de ello, Leopoldo se centró en la finalización de su castillo de Ringberg. Tras su compleción, viviría en el mismo hasta su muerte a la edad de 83 años. Dejó en herencia el castillo de Ringberg a la Sociedad Max Planck.
Nunca contrajo matrimonio y no se le conoce descendencia. Fue el último representante de la línea de los duques en Baviera, la cual se extinguió en línea directa tras su muerte.

## Títulos, órdenes y empleos

### Títulos
| ● 30 de junio de 1890-16 de enero de 1973: | Su alteza real el duque Leopoldo en Baviera / Leopoldo, duque en Baviera |

### Órdenes
- Caballero de la Orden de San Huberto.[4] ( Reino de Baviera)
- Medalla del Príncipe Regente Leopoldo en bronce con la banda del Jubileo. (Prinz-Regent-Luitpold-Medaille in Bronze am Bande der Jubiläums-Medaille)[4] (Reino de Baviera)

### Empleos
- Teniente à la suite del Primer regimiento de ulanos "Emperador Guillermo II, rey de Prusia" del Ejército real bávaro.[5]